# エオヒップス
エオヒップス（Eohippus）は、始新世に北アメリカ大陸に生息していた哺乳類。現生するウマ科動物の初期の属として知られている。かつてはヒラコテリウムのシノニムとされていた。和名は「あけぼのウマ」。

## 発見史
1876年にオスニエル・チャールズ・マーシュがニューメキシコ州から発見された前肢4本、後肢3本の指先に蹄を持つ生物の全身骨格に基づいて「始新世のウマ」を意味する「エオヒップス」と名付けた。さらにエドワード・ドリンカー・コープによってエオヒップスが北米最古のウマ科動物であることが断定され、またヒラコテリウムの化石との比較により、両者が同一の動物であるとの主張を行った。この説は広く受け入れられ、長らくエオヒップスはヒラコテリウムのシノニムとされていたが、2002年の研究により再び別属として再分類されることとなった。

## 身体上の特徴
森林地帯に生息、体高はおよそ20~30cmと、現在見られるウマ科動物と比較すれば非常に小型である。骨格では椎骨の発達が特に顕著であり、背から後躯にかけて強大な筋肉が備わり、優れた走力で捕食者から逃れていたと考えられている。また前肢4本、後肢3本の指は本来5本であったが、進化の過程で前肢の第1指、および後肢の第1指と第5指は退化し、完全に消失したと見られる。食性は草食で、口腔正面手前からいずれも小型の切歯、犬歯、小臼歯、大臼歯を備え、木の若芽や草の実など柔らかい植物を摂取していたとされる。生息域や食性から、各個体が独自のテリトリーを有する単独生活者であったと推測されている。また、これらの特徴は初期の奇蹄類全体に見られるものであり、エオヒップスはウマ科動物のみならず奇蹄目全体の原型であるという見方も為されている。